# Martín de la Ascensión
Martín de la Ascensión, O.F.M. (Guipúzcoa, España, 1566 o 1567 - Nagasaki, Japón, 5 de febrero de 1597) fue un religioso y misionero católico español. Fue uno de los llamados 26 mártires de Japón. Está declarado Santo por la Iglesia católica.

San Martín de la Ascensión, de Guipúzcoa, treinta años. Dicen que su pureza era muy grande, tal vez por eso cantaba tanto. A pie se fue hasta Sevilla cuando recibió la orden de partir para Filipinas, y en el viejo convento de la plaza de San Francisco se repartía con un compañero las horas de la noche para llenarlas de oración. Su apostolado en Japón, en Osaka, fue breve, su muerte espléndida.
P.Diego Yuki, SJ., Director del Museo de los 26 mártires  La Colina de los Mártires Nagasaki

## Disputado origen

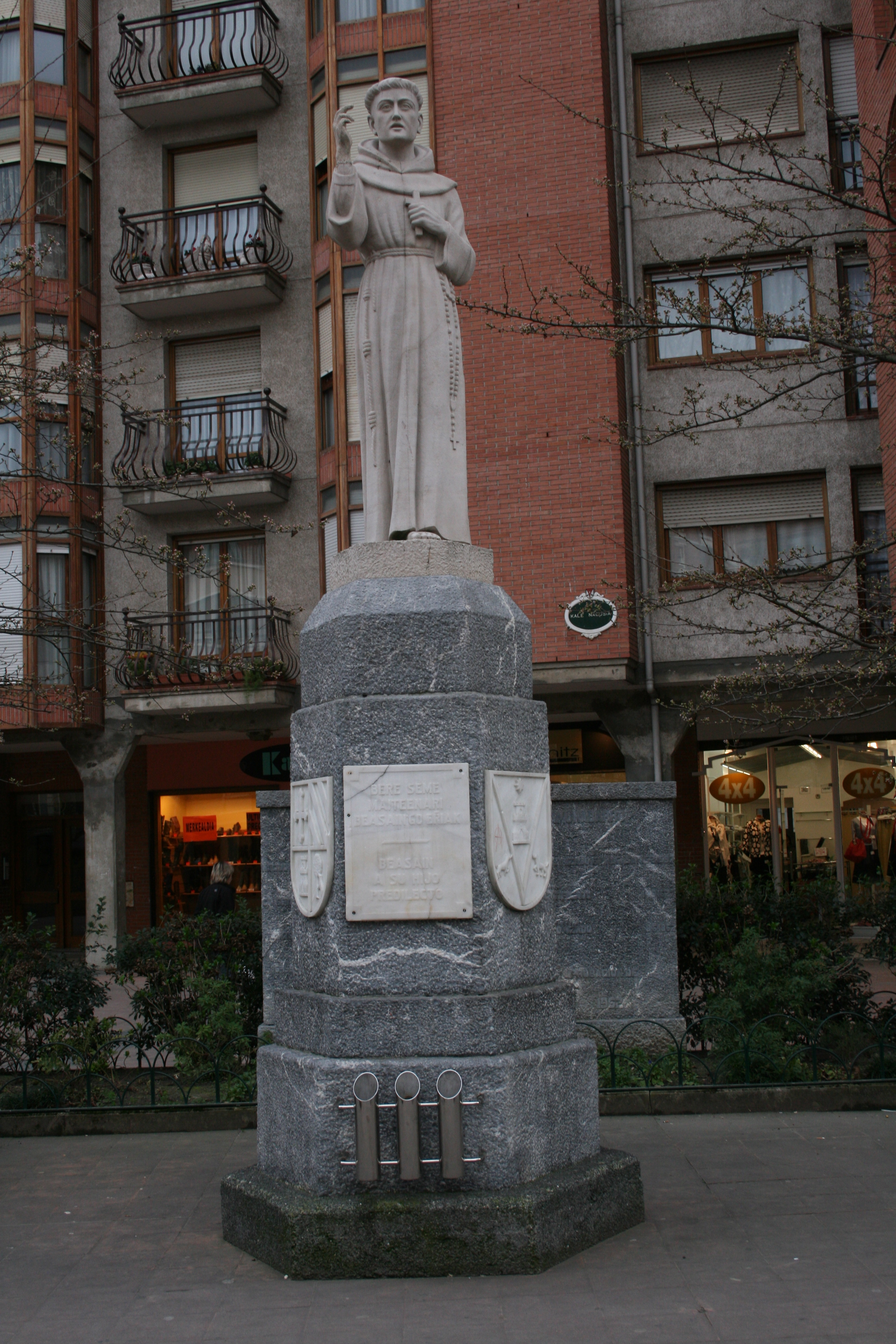
Estatua en honor a San Martín Loinaz en Beasáin

Las primeras noticias de la biografía de Martín de la Ascensión cuentan que ingresó en la Universidad de Alcalá para estudiar Artes (Filosofía) y Teología. Durante sus estudios teológicos descubrió su vocación franciscana e ingresó en dicha orden en 1585. Estudió en el noviciado de San Sebastián de Auñón en Guadalajara. Martín de la Ascensión no era su nombre real, sino el nombre religioso que adoptó cuando tomó los hábitos franciscanos el 17 de mayo de 1586. Nada se sabe a ciencia cierta de su vida anterior, salvo que era de origen vasco. 
Se sabe que a su muerte tenía unos 30 años de edad y tras llegar la noticia de su martirio a Europa, Martín de la Ascensión adquirió notoriedad y se comenzó a trazar su biografía. Se le atribuyeron varias identidades al santo, probablemente las de varios jóvenes vascos de nombre Martín, cuya fecha de nacimiento se ajustaba a la del santo, que partieron de su tierra natal para estudiar y que nunca regresaron a ella. 
Así según unos su nombre real era Martín de Loinaz y Amunabarro y habría nacido en Beasáin (Guipúzcoa) el 16 de julio de 1566. Para otros se llamaba Martín de Aguirre y era natural de Vergara (Guipúzcoa) donde habría nacido el 11 de septiembre de 1567. Una tercera hipótesis, menos difundida, le da también el nombre de Martín de Aguirre, pero ubica su lugar de nacimiento en la localidad vizcaína de Ibarranguelua. El pleito sobre la identidad y lugar de origen del mártir se ha prolongado durante siglos, no siendo un asunto baladí, dado el prestigio que suponía en otras épocas ser la localidad natal de un santo.
Se han vertido ríos de tinta en torno a la vida y obras del santo, sobre todo en torno a la disputa sobre su patria chica; plasmados en manuscritos, manifiestos, declaraciones y libros sobre el tema; desde 1700 hasta la actualidad; el último es el publicado por el historiador franciscano Martín Mendizabal titulado "Un guipuzcoano ignorado San Martín de la Ascensión Loinaz y Amunabarro". La Iglesia cuando le canonizó optó por la diplomática fórmula de hacerlo bajo su nombre religioso, Martín de la Ascensión y simplemente nombrándole guipuzcoano, sin dar la razón a ninguna de las dos hipótesis principales existentes.
En la actualidad es venerado en Beasáin como San Martín de Loinaz y en Vergara como San Martín de Aguirre.

## Primeros años como religioso y partida hacia las misiones
Tras tomar los votos prosiguió sus estudios de teología en el convento de San Bernardino de Madrid. Parece ser que fue en este lugar donde surgió su vocación misionera. En 1590 fue ordenado sacerdote tras finalizar sus estudios. Sus grandes aptitudes para el estudio y su fama de religioso instruido le valieron ser nombrado lector (profesor) de Filosofía en ese mismo convento al poco de ordenarse. Tras un primer curso de filosofía fue trasladado al Convento Santo Angel de Alcalá de Henares donde siguió impartiendo clases. Estando en este puesto llegó una circular  que reclutaba misioneros para las Islas Filipinas. A pesar de que sus superiores deseaban que permaneciera en la Península impartiendo clases, Martín de la Ascensión deseaba ante todo ser misionero y fue admitido en la lista de candidatos.
En enero de 1592 se dirigió a pie a Sevilla donde esperaría, junto con un grupo de otros 30 frailes misioneros embarcar en una flota que les llevase a Indias. En mayo se unieron a la flota del general Juan de Uribe que iba a partir hacia la Nueva España. Sin embargo la expedición fue un fracaso, ya que al poco de partir, fuertes temporales obligaron a los galeones a regresar a Sanlúcar de Barrameda suspendiéndose la expedición.
Martín de la Ascensión, desilusionado, regresó al convento de Alcalá en espera de embarcar en una nueva flota. En enero de 1593 una flota al mando del general Marcos Aramburu partió desde Cádiz con rumbo a México. En ella iban 50 religiosos como misioneros, incluyendo a Martín de la Ascensión.
Tras llegar a Nueva España y en espera de embarcar en el Galeón de Manila, tuvo tiempo de impartir un curso de Artes en el convento de Nuestra Señora de Churubusco en Ciudad de México.
Llegó a Filipinas en mayo de 1594. Allí su labor fue enseñar Filosofía y Teología a los jóvenes que allí había aspirantes al sacerdocio. A Filipinas llegaron requerimientos para enviar misioneros a Japón y en un principio su superior se negó a autorizar a Martín de la Ascensión que partiera a Japón por la labor que estaba realizando en Filipinas.

## Misionero en Japón
El provincial de la orden cedió finalmente ante los deseos de Martín y permitió que marchara a Japón como misionero. Martín, junto con su discípulo fray Francisco Blanco partieron hacia Japón a comienzos de 1596 embarcados en un navío portugués.
Tras pasar unos días en Nagasaki, los dos ingresaron en el convento de Miyako en Kioto. En Miyako, Martín de la Ascensión aprendió el idioma japonés y comenzó a trabajar en labores de evangelización y de cuidado de los enfermos. De Kioto pasó a Osaka donde fue nombrado presidente del convento allí existente. En aquel lugar prosiguió su labor evangelizadora logrando algunas conversiones
Sin embargo, a finales de 1596, cuando Martín de la Ascensión no llevaba ni un año en el país, se desató la persecución de las autoridades japonesas contra los cristianos.

### Cristianismo en Japón
Originalmente, el shogunato y el gobierno imperial habían apoyado las misiones católicas en el país, pensando que estas reducirían el poder de los monjes budistas, y ayudarían a las relaciones comerciales con España y Portugal. Sin embargo el shogunato no tardó en ver con desconfianza la presencia de los católicos en Japón, temiendo que la evangelización cristiana no fuera más que la primera etapa de una expansión colonial europea en las islas.
El gobierno fue considerando cada vez más al catolicismo como una amenaza, y comenzó a haber persecuciones contra los cristianos que se alternaban con periodos de tolerancia. En el momento de la llegada de Martín de la Asunción el proselitismo cristiano estaba legalmente prohibido, aunque las comunidades cristianas eran toleradas por el gobierno.
Un hecho accidental, la llegada del extraviado galeón San Felipe a las costas japonesas puso al shogunato en alerta y rompió la paz existente. Se propagó el rumor de que era un barco corsario y de que los franciscanos llegados al Japón en los últimos tiempos y los cristianos japoneses eran una quinta columna para facilitar una invasión española.

### Martirio de los misioneros
El 8 de diciembre de 1596 guardas japoneses cercaron los conventos de Miyako y Osaka. Los frailes del convento de Osaka, presos, fueron trasladados a Miyako. Ahí, los monjes de ambas comunidades fueron condenados al corte de la nariz y de la oreja izquierda, aunque su pena fue conmutada por el corte del lóbulo izquierdo de la oreja, por mediación del general Matías Landecho, capitán del San Felipe.
Al día siguiente, 4 de enero de 1597, les hicieron montar a caballo uno a uno con un letrero colgado del cuello donde se leía su nombre. Llegados a Osaka se les encerró en la cárcel y el día 8 se firmó su sentencia de muerte. Se les acusaba de haber llegado como embajadores cuando su única intención era la prédica de la doctrina cristiana, expresamente prohibida por las leyes japonesas.
Finalmente, el shōgun Toyotomi Hideyoshi condenó a muerte a veintiséis cristianos – cuatro misioneros franciscanos europeos (entre ellos Martín de la Ascensión), un misionero franciscano novohispano (San Felipe de Jesús), un misionero franciscano indio (San Gonzalo García), tres jesuitas japoneses y diecisiete laicos japoneses, incluidos tres niños - los cuales salieron de Kioto escoltados por soldados y fueron ejecutados en la colina Nishizaka, en las afueras de Nagasaki. Los individuos fueron alzados en cruces y entonces pinchados con lanzas ante más de 4000 personas. Los portugueses, españoles y los cristianos japoneses que contemplaban la escena, no pudieron resistir más y, rompiendo el cordón de soldados, corrieron hacia las cruces. Empapaban en la sangre trozos de paño, recogían la tierra santificada, se llevaban pedazos de los hábitos y kimonos de los mártires.
Los soldados los golpeaban, los arrancaban de allí violentamente. Hubo heridos que mezclaron su sangre con la de los mártires. Por fin se restauró el orden y Terazawa Hanzaburo (amigo de san Pablo Miki, hermano del Gobernador de Nagasaki y que crucificó a los 26 mártires) colocó centinelas con severas órdenes para que nadie se acercase y, dando por terminada su misión, se retiró. Muchos notaron que al bajar de la colina también el duro soldado iba llorando; había permitido que dos jesuitas, los Padres Pasio y Rodríguez, asistiesen a los mártires. Luego la colina comienza a cobrar vida sombras silenciosas que van recorriendo las cruces, rumor de oraciones. Inició la peregrinación Monseñor Martínez, que ponía el peso de su autoridad en aquel acto de veneración a los mártires. Después fueron otros misioneros, y los daymios de Omura y Arima, a quienes la noticia de la ejecución llegó cuando todo había terminado. Iban también soldados cristianos, de paso para la guerra de Corea, y sencillos campesinos que acudían de las aldeas vecinas.
Hubo que volver a cubrir a los mártires, despojados por la devoción de los cristianos. En los días siguientes Terazawa hizo cercar el lugar con cañas de bambú y reforzó la guardia. Todo inútil. De día los cristianos simulaban negocios que los obligaban a pasar por el camino de la colina, y se detenían en él hasta que los centinelas los forzaban a seguir. De noche pequeñas barquillas abordaban sigilosamente el acantilado. Nagasaki vivía con los ojos vueltos hacia Nishizaka, la colina de los mártires. Al año siguiente en 1598 un legado de Filipinas había recogido, previa autorización de Toyotomi Hideyoshi, los últimos restos de las víctimas y sus cruces; quedaron únicamente los hoyos que poco a poco iban cegándose. En los años posteriores la persecución continuó esporádicamente, explotando otra vez entre 1613 y 1637, tiempo durante el cual el catolicismo estuvo oficialmente prohibido. La Iglesia católica en Japón permaneció sin clero y la enseñanza teológica se desintegró hasta la llegada de los misioneros en el siglo XIX.

## Reconocimiento posterior
Dos siglos y medio después de la ejecución, cuando los misioneros cristianos regresaron a Japón, encontraron una comunidad de cristianos japoneses que había sobrevivido escondiéndose.
Así como hubo bastantes otros mártires (sobre todo en Nagasaki), los primeros fueron especialmente reverenciados, el más celebrado de los cuales fue san Pablo Miki, de la Compañía de Jesús. De los 26 mártires de Japón, 23 de ellos fueron beatificados el 15 de septiembre de 1627, y los 3 jesuitas en 1629. En la canonización también hubo diferencias, pero podemos decir que los 26 se consideran canonizados el 10 de junio de 1862. El día de su Fiesta ha sido siempre el de su martirio, 5 de febrero, pero porque en la Iglesia occidental ese día coincide con el de santa Águeda, la fiesta de los 26 mártires se celebra el día 6. En Japón, como es Fiesta Litúrgica, se celebra el día 5; canonizados por la Iglesia católica en 1862 y están listados en el calendario como "san Pablo Miki y sus compañeros", conmemorando el 6 de febrero.